# Divan (moble)

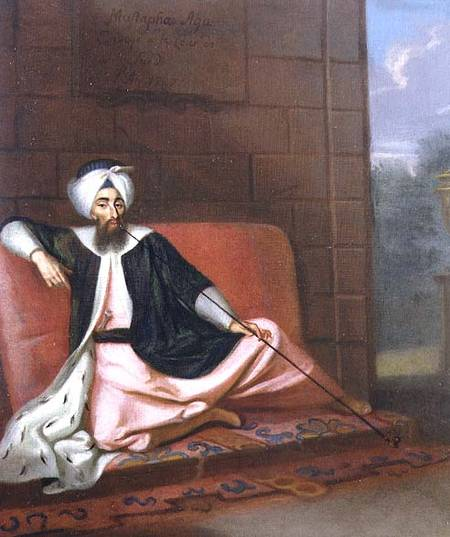
Mustapha Aga, emissari a la cort sueca, assegut en un divan (cap a 1727-1732).

Un divan és una peça del mobiliari semblant a un sofà. Originalment, a l'orient (especialment a l'Imperi Otomà), un divan era un seient llarg format per un matalàs posat contra la paret, sobre el terra o sobre una estructura o marc, amb coixins per recolzar-se.
El divans deuen el seu nom a què generalment es trobaven al llarg de les parets de les cambres del consell d'un departament anomenat divan o diwan (del persa, amb el significat de consell de govern o oficina, de les piles de papers que tractaven, i després les seves cambres del consell). Els divans són un moble comú del liwan, una habitació estreta i llarga típica de les llars del llevant mediterrani. El significat de sofà va ser adoptar per l'anglès el 1702.
El divan en el sentit de sofà, és conegut a Europa des de mitjan segle xviii. Estava de moda, en termes generals, entre 1820 i 1850, època en què el romanticisme va penetrar a la literatura. Tots els boudoirs (mena de despatx privat d'una dama – equivalent al gabinet masculí) d'aquesta generació estaven guarnits amb divans. Fins i tot es va estendre als salons de cafè, els quals de vegades eres coneguts com a divans o divans turcs, i fins i tot divans de cigars com a expressió familiar.